# ارين ميلفيل أندرسون
ارين ميلفيل أندرسون (بالإنجليزية: Warren Melville Anderson)‏ هو عسكري أسترالي، ولد في 31 أغسطس 1894 في سينغيلتون في أستراليا، وتوفي في 10 فبراير 1973 في Darling Point ‏ في أستراليا.